# Jovan Ajduković
Jovan Ajduković (cyr. Јован Ајдуковић; ur. 10 stycznia 1968 w Nowym Sadzie) – serbski językoznawca.
Studiował na Wydziale Filozoficznym Uniwersytetu Belgradzkiego, w 1996 roku uzyskał magisterium. W 2003 roku obronił rozprawę doktorską pt. Rusizmi u savremenim južnoslovenskim i zapadnoslovenskim književnim jezicima prema kvalifikatoru u leksikografskim izvorima. W 1997 roku wydał monografię pt. Rusizmi u srpskohrvatskim rečnicima. Principi adaptacije. Rečnik.

## Wybrana twórczość
- Rusizmi u srpskohrvatskim rečnicima. Principi adaptacije. Rečnik (1997)
- Uvod u leksičku kontaktologiju (2004)
- Kontaktološki rečnik adaptacije rusizama (2004)
- Balkanska rusistika (2008)
- Biobibliografija sa prilozima (2008)